# Tarasivka
Tarasivka  (ucraniano: Тарасівка) es una localidad del Raión de Ivanivka en el Óblast de Odesa de Ucrania. Según el censo de 2001, tiene una población de 68 habitantes.